# IBM RT-PC
IBM RTは、ISAバスとIBM 801からの派生品であるROMPマイクロプロセッサを使ったコンピュータシステムである。このシステムは1986年、RT PC(RISC Technology Personal Computer)として最初に登場し、AIX 1.x, 2.x またはAOS(Academic Operating System)か Pick operating system が動作した。一般に間違ってPC RTと覚えている人が多いので注意。後にIBMは名前を単純化した。このマシンはあまり成功せず、全ての機種が1991年に値下げされた。しかし開発は拍車がかかり、後にRS/6000とPOWERのシリーズに引き継がれ、後のPowerPCへと繋がっていくのである。

## ハードウェア
RTには3つの機種が製造された。6150、6151、6152である。マシンの形状はいわゆるタワー型(6150)とデスクトップ型(6151)である。これらの機種のプロセッサカードは特殊な形状だった。
6150/6151のプロセッサカードには3つのバージョンがある。標準的な032プロセッサカードは170nsのプロセッササイクル時間で、1Mバイトの標準メモリ(1Mバイト、2Mバイト、4Mバイトメモリカードで拡張可能)とオプションの浮動小数点アクセラレータを搭載可能だった。改良型プロセッサカードでは100nsプロセッササイクルで、4MバイトメモリかECCつき4Mバイトメモリを搭載し、20MHzのMC68881浮動小数点プロセッサを搭載していた。拡張改良型プロセッサカードではサイクル時間は80ns、16Mバイトメモリ、さらに標準で改良された浮動小数点アクセラレータが搭載されていた。
6152という番号のマシンは IBM PS/2 model 60 とマイクロチャネルボードバージョンの032プロセッサのハイブリッドで、そのボードは"クロスボウボード"とあだ名された。こちらはAOSだけが動作し、AOSの動作している6150か6151からLANを介してTCP/IPプロトコルでOSをダウンロードして動作した。
典型的な構成としては、ハードディスクドライブが 20MB から 80MB で、1024×1024 ピクセルの 8ビットグレイスケールのグラフィックスプロセッサ、4MB/s トークンリングアダプターか 10Mbit/s イーサネット（10Base2）アダプターが装備されていた。

## ソフトウェア
RT での特筆すべき点は、マイクロカーネルの採用であった。キーボード、マウス、ディスプレイ、ディスク装置、ネットワークは全てマイクロカーネルで制御され、その上に複数のOSを同時に動作させることが可能であった。特殊なキー操作でOSからOSへ移動することが可能であった。それによって、各OSはキーボードとマウスとディスプレイの制御権を得る。AIX バージョン 2 と Pick OS がマイクロカーネル上に移植された。
RT の主たるOSは AIX バージョン 2 であった。AIX v2 のカーネルの大部分は PL/I言語で書かれており、AIX v3 への移行時に問題となった。AIX v2 は TCP/IP を完全サポートしており、同時に SNA、2種類の分散ファイルシステム（NFS と Distributed Services）をサポートしている。Distributed Services (DS) は SNA 上に構築された分散ファイルシステムであり、AS/400 や IBM のメインフレームとの連携が可能であった。GUI としては、X10.3、X10.4、X11 の X Window System を採用していた。コンパイラとしてはFORTRANとC言語が用意されていた。デスクトップアプリケーションとしては、Adobe PageMaker などが存在した。
RTはX Window Systemの開発にも重要な役割を果たしている。ブラウン大学のグループが X バージョン 9 を RT に移植した際に、整列されていないデータが RT 上で障害を引き起こし、それが引き金となってバージョン 10 でプロトコル非互換を伴うバージョンアップをすることになったのである（1985年)。

## 市場での状況
IBM RTは当初の発表からは、かなりの変化を経験した。多くの業界関係者にはRTはパワーが足りず、価格が高く、性能が悪いと言われ、多くの人がRTを IBM PC の一機種であると思っていた。この混乱はその最初の名前("IBM RT PC")にある。当初、人々は(IBM自身も)これがハイエンドのパーソナルコンピュータだと考えていたように思われる。そのためIBMのマシンとしては驚くほどサポートが無かった。IBM のセールスマンが受け取る歩合は PC とほとんど同じであった。典型的な構成で 2万ドルであって、販売は容易ではない。従って、販売部門は RT の販促に消極的であった。
RTシステムの控えめな性能と同じ年に発表された他社のワークステーションを比較して、業界関係者はIBMの方向性に疑問を抱いた。RT 向けの AIX は IBM にとって初めての UNIX への進出であった。ソフトウェアパッケージが無く、IBM自身もあまりAIXのサポートに熱心でなく、伝統的な UNIX の業界標準では見られない改造がいくつか施してあったため、ソフトウェアベンダーもRTとAIXのサポートにはあまり乗り気ではなかった。RTは CAD/CAMやCATIAの市場に活路を見出し、科学技術計算や教育分野にも若干進出できた。AOS と教育機関向けの割引を発表してからは特にその傾向がある。Pick OS を搭載したRTは、小売店舗の制御システムやIBMのメインフレームとPOS端末の中継などでもある程度売れた。
RT の総出荷台数は約23000台で、うち4000台はIBM社内で使われた。Pick OS を搭載して出荷されたのは約4000台であった。

## イースター・エッグ
これらのシステムにはイースターエッグが存在した。デバッガでCPUのレジスタを見たとき、全ての初期化されていないレジスタの内容は16進のマジックナンバー 0xdeadbeef と表示される。